# 2020 chez Disney
L'année 2020 pour la société Walt Disney Company est marquée par les conséquences de l'Acquisition de 21st Century Fox par Disney, par la Pandémie de Covid-19 et le lancement international de Disney+.

## Événements

### Janvier
- 17 janvier 2020, Disney officialise le retrait du terme « Fox » dans les noms de ses labels cinématographiques Fox Searchlight Pictures et 20th Century Fox pour éviter les confusions avec Fox Broadcasting Company, Twentieth Century Fox Animation est rebaptisé 20th Century Animation[1],[2].
- 21 janvier 2020, ABC Owned Television Stations prévoit de rebaptiser Live Well Network en Localish le 17 février 2020[3].
- 22 janvier 2020, Disney vend les studios FoxNext Games et sa filiale Cold Iron Studios achetés lors de son acquisition de 21st Century Fox à Scopely[4],[5].
- 24 janvier 2020,
  - en raison des risques liés à l'Épidémie de coronavirus de Wuhan, le parc Shanghai Disneyland ferme ses portes pour une durée indéterminée[6].
  - malgré la vente de FoxNext, Disney ferme le studios Fogbank Entertainment et licence les 60 employés de San Francisco, exclu de la vente[7],[8]
- 26 janvier 2020, les parcs de loisirs de Hong Kong dont Hong Kong Disneyland et Ocean Park, ferment aussi leurs portes[9].

### Février
- 5 février 2020, Bob Iger annonce un déploiement d'Hulu à l'international en 2021[10]

### Mars
- 9 mars 2020,  Shanghai Disney Resort rouvre partiellement certaines activités du Disneytown[11]
- 14 mars 2020, 
  - Disney ferme les complexes de Disneyland Resort et Disneyland Paris[12],[13]
  - Disney Cruise Line suspend tous les départs de croisière[14] et Adventures by Disney suspend tous les départs après le 15 mars[15].
- 16 mars 2020, Walt Disney World Resort ferme à son tour pour une durée indéterminée[16].
- 24 mars 2020, Aulani le dernier Disney Vacation Club encore en activité ferme à son tour[17].
- 27 mars 2020, Tokyo Disney Resort annonce la fermeture de ses parcs en raison de la pandémie de Covid-19 suivi de ses hôtels à partir du 1er avril[18]
- 29 mars 2020, Walt Disney Parks and Resorts prolonge la fermeture de ses parcs nord-américains et européens[19]

### Avril
- 2 avril 2020, Disney annonce la fusion en Inde sous le nom Disney+ Hotstar des services Hostar et de Disney+ pour permettre le lancement de ce dernier[20].
- Le 28 février 2020, Canal+ confirme l'arrêt des chaînes Disney Cinema et Disney XD en France métropolitaine le 31 mars 2020[21] mais repoussé le 7 avril 2020, remplacées par le service de vidéo à la demande Disney+.
- Cependant, à la suite du report du lancement de Disney+, la chaine continuera d'émettre en France jusqu’au 7 avril 2020. En France d'outre-mer et en Afrique, la chaîne est restée diffusée en attendant le lancement de Disney+ sur le territoire.

### Mai
- Disney Cinema et Disney XD cessent définitivement leur diffusion le 1er mai 2020 en France d'outre-mer. La chaîne et le service Disney+ ont été lancés aux Caraïbes, Polynésie française et Nouvelle-Calédonie le 30 mars.

- 29 mai 2020, FuboTV  publie son rapport financier et mentionne parmi ses actionnaires les entreprises Walt Disney Company (16%) et Discovery  (12,9 %)[22]

### Juin
- 24 juin 2020, FuboTV annonce un accord avec Disney Media Networks pour diffusion les chaînes ESPN et Walt Disney Television ( ABC, Disney Channel, FX, National Geographic, Freeform et plus) au service de streaming axé sur le sport au cours de l'été[23].

### Août
- 10 août 2020, 
  - à la suite de l'Acquisition de la 21st Century Fox, Disney poursuit son renommage pour retirer le terme avec 20th Century Fox Television rebaptisé 20th Television et Fox 21 Television Studios qui reprend le nom Touchstone Television inutilisé depuis 2007[24],[25]
  - le même jour Disney annonce la fusion de ABC Studios avec sa filiale ABC Signature dont elle pend le nom[24],[25]
- 11 août 2020, dans son dossier d'introduction en bourse, Facebank Group indique que Disney détient 12,09 % du capital[26],[27]

### Octobre
Le 25 juin 2020, Disney annonce l'arrêt des trois chaînes : Disney Channel, Disney XD et Disney Junior pour le 1er octobre 2020, depuis le lancement réussi de Disney+ au Royaume-Uni et en Irlande.

### Décembre
- 10 décembre 2020, Disney annonce le lancement de la catégorie Star de Disney+ le 23 février 2021 au Canada, en Europe de l'Ouest, en Australie, en Nouvelle-Zélande et à Singapour qui proposera les contenus plus adulte de Hulu à l'international[29].